# 中子通量
中子通量（符號為φ）是核物理学和核反应堆物理学中的一个标量。它指的是单位时间和单位体积内所有自由中子移動的总长度。